# Santa Vitória do Ameixial
Santa Vitória do Ameixial ist ein portugiesischer Ort und eine ehemalige Gemeinde (Freguesia) im Kreis (Concelho) von Estremoz mit 340 Einwohnern (Stand 30. Juni 2011).
Am 29. September 2013 wurden die Gemeinden Santa Vitória do Ameixial und São Bento do Ameixial zur neuen Gemeinde União das Freguesias do Ameixial (Santa Vitória e São Bento) zusammengeschlossen. Santa Vitória do Ameixial ist Sitz dieser neu gebildeten Gemeinde.

## Geschichte und Sehenswürdigkeiten
Der Ortsname Santa Vitória do Ameixial (port. für: Heiliger Sieg von Pflaumenhain) geht zurück auf ein historisches Ereignis in der hiesigen Ebene von Ameixial (dt.: Pflaumenhain). Im Jahr 1663 wurde hier eine der entscheidenden Schlachten im Restaurationskrieg geschlagen. Dabei schlugen portugiesische Streitkräfte die habsburgischen Invasionsarmeen unter João de Áustria zurück. Dies wurde ein entscheidender Schritt zur Wahrung der neuerlangten Unabhängigkeit Portugals von Spanien.
Ein Denkmal für dieses Ereignis wurde kurz später hier errichtet. Es steht heute unter Denkmalschutz.
In der Gemeinde wurde zudem eine Villa rustica aus der Zeit der römischen Besatzung ausgegraben. Die Ausgrabungsstätte Villa lusitano-romana de Santa Vitória do Ameixial kann besichtigt werden.